# Portugiesische Sprache
Die portugiesische Sprache (portugiesisch a língua portuguesa) ist eine Sprache aus dem romanischen Zweig der indoeuropäischen Sprachfamilie und bildet mit dem Spanischen (der kastilischen Sprache), Katalanischen und weiteren Sprachen der Iberischen Halbinsel (jedoch nicht mit dem Baskischen) die engere Einheit des Iberoromanischen. Zusammen mit dem Galicischen in Nordwest-Spanien geht sie auf eine gemeinsame Ursprungssprache zurück, das Galicisch-Portugiesische, das sich zwischen Spätantike und Frühmittelalter aus dem örtlichen Vulgärlatein entwickelte. Nach der Herausbildung der Staatlichkeit Portugals entwickelten sich aus dem Galicisch-Portugiesischen die beiden heutigen Sprachen. Seit der Kolonialzeit gilt Portugiesisch als Weltsprache, und es ist eine der offiziellen Sprachen der Vereinten Nationen. Die meisten Sprecher des Portugiesischen leben in Brasilien.
Portugiesisch wird von mehr als 240 Millionen Muttersprachlern gesprochen; einschließlich der Zweitsprachler beläuft sich die Zahl der Sprecher auf etwa 270 Millionen. Die portugiesische Sprache gilt laut UN-Studien zusammen mit dem Arabischen als stark wachsende Sprache, mit zunehmender Bedeutung im südlichen Afrika (wachsende Volkswirtschaften von Angola und Mosambik) und in Südamerika, mit Brasilien als größter Volkswirtschaft und größter, weiterhin wachsender Landesbevölkerung Lateinamerikas. Einige Wissenschaftler erwarten eine Sprecherzahl von etwa 500 Millionen zum Ende des 21. Jahrhunderts.
Die portugiesische Sprache verbreitete sich weltweit im 15. und 16. Jahrhundert, als mit dem portugiesischen Kolonialreich erstmals in der Menschheitsgeschichte ein nahezu weltumspannendes Kolonialreich entstand. Es überdauerte in Teilen bis in das Jahr 1975 und umfasste insbesondere das heutige Brasilien, das jedoch bereits 1822/1825 von Portugal unabhängig wurde, sowie Gebiete in Afrika und an den Küsten Asiens, die länger bei Portugal blieben. Als letzte portugiesische Kolonie ging Macau aus portugiesischem Besitz an China über. Daraus ergab sich, dass Portugiesisch heute die Amtssprache mehrerer unabhängiger Staaten ist und darüber hinaus von vielen Menschen als Minderheiten- oder Zweitsprache beherrscht wird. Daneben gibt es etwa zwanzig Kreolsprachen, die sich auf überwiegend portugiesischer Basis gebildet haben. Durch die Auswanderung aus Portugal ist Portugiesisch in den letzten Jahrzehnten in mehreren Staaten Westeuropas und in Nordamerika zu einer wichtigen Minderheitensprache geworden.
Im Jahr 2019 erklärte die UNESCO den 5. Mai unter dem Titel Dia da Língua Portuguesa e da Cultura Lusófona (zu deutsch: Tag der portugiesischen Sprache und der lusophonen Kultur) zum jährlichen Gedenktag. Er wird bereits seit 2009 von der Gemeinschaft der Portugiesischsprachigen Länder begangen.

## Verbreitung
Portugiesisch ist die alleinige Amtssprache in Angola, Brasilien, Mosambik, Portugal und São Tomé und Príncipe. Zusammen mit anderen Sprachen ist Portugiesisch Amtssprache in Osttimor (zusammen mit Tetum), Macau (zusammen mit Chinesisch) und Äquatorialguinea (zusammen mit Französisch und Spanisch). In Kap Verde und in Guinea-Bissau ist es zwar alleinige Amtssprache, jedoch nicht die wichtigste Sprache. Eine wichtige Sprache, aber keine Amtssprache ist Portugiesisch in Andorra, Luxemburg (aufgrund der Zuwanderung von portugiesischen Arbeitskräften von etwa zehn Prozent der Bevölkerung gesprochen), Namibia und Südafrika.

Die portugiesischsprachige oder lusophone Welt:
Amts- sowie Muttersprache
Amtssprache (und teilweise Muttersprache)
Portugiesischsprachige Minderheiten

### Amerika
Mit rund 200 Millionen Sprechern in Brasilien ist Portugiesisch nach Spanisch die am weitesten verbreitete Sprache Südamerikas. Auch in spanischsprachigen Ländern Südamerikas erfreut sich Portugiesisch wachsender Bedeutung: Wegen des großen Einflusses Brasiliens wird Portugiesisch in einigen der anderen südamerikanischen Staaten unterrichtet, besonders in Argentinien und weiteren Mercosur/Mercosul-Mitgliedsstaaten. Im Grenzgebiet von Brasilien zu Argentinien, Bolivien, Paraguay (Brasiguayos) und Uruguay gibt es Menschen, deren Muttersprache Portugiesisch ist (in Paraguay leben 122.520 Portugiesisch-Muttersprachler gemäß der 2002 durchgeführten Volkszählung). Unter den Menschen, die im Grenzgebiet leben, aber der jeweils anderer Sprache nicht mächtig sind, hat sich teilweise eine Mischsprache aus Portugiesisch und Spanisch, das Portunhol, herausgebildet. Darüber hinaus ist Portugiesisch eine wichtige Minderheitensprache in Guyana und Venezuela.
In Nordamerika und der Karibik gibt es große portugiesischsprachige Kolonien in Antigua und Barbuda, Bermuda, Kanada, Jamaika und den Vereinigten Staaten, wobei sich die Mehrzahl aus Einwanderern beziehungsweise Gastarbeitern aus Brasilien oder Portugal zusammensetzt. In Mittelamerika ist die portugiesische Sprache dagegen nur von geringer Bedeutung.

### Europa
In Europa wird Portugiesisch vor allem von den 10,6 Millionen Einwohnern Portugals gesprochen. In Westeuropa hat sich die Sprache durch Einwanderung aus Portugal in den letzten Jahrzehnten verbreitet und wird zum Beispiel von mehr als zehn Prozent der Bevölkerung Luxemburgs und Andorras gesprochen. Des Weiteren besteht ein nennenswerter Anteil portugiesischsprachiger Bevölkerung in Belgien, Frankreich, Deutschland, auf Jersey und in der Schweiz. In Spanien wird Portugiesisch im Valle de Jálama gesprochen, wo es als a fala bezeichnet wird. Im heute spanischen Olivenza wurde bis in die 1940er Jahre ein portugiesischer Dialekt gesprochen. Das mit Portugiesisch sehr eng verwandte Galicisch wird im nordwestspanischen Galicien gesprochen.
Galicisch und Portugiesisch haben dieselben Wurzeln und bildeten bis ins Mittelalter zusammen eine einzige Sprache, die man heute als Galicisch-Portugiesisch bezeichnet. Diese Sprache wurde in Spanien (Kastilien) im poetischen Schaffen verwendet. Auch heute werden von vielen Linguisten Galicisch und Portugiesisch als eine Einheit gesehen. Aus soziolinguistischen Gründen werden die beiden Sprachen jedoch häufig getrennt behandelt. In Galicien haben sich zwei Standards der Schriftsprache gebildet, wobei sich derjenige, der von der Galicischen Autonomen Regierung unterstützt wird, mehr am Spanischen (Kastilischen) anlehnt, während sich in gewissen politischen und universitären Kreisen ein Standard etabliert hat, der nah am Portugiesischen liegt.

### Afrika
Portugiesisch ist eine wichtige Sprache im Afrika südlich der Sahara. Angola und Mosambik sind zusammen mit São Tomé und Príncipe, Kap Verde, Äquatorialguinea und Guinea-Bissau als PALOP (Paises Africanos de Língua Oficial Portuguesa) bekannt und organisiert; sie vertreten etwa 32 Millionen Sprecher des Portugiesischen (großzügige Schätzungen gehen dabei von neun Millionen Muttersprachlern aus, der Rest ist zweisprachig). Paradoxerweise ist der Gebrauch der portugiesischen Sprache nach der Unabhängigkeit der früheren Kolonien von Portugal gewachsen. Die Regierungen der jungen Staaten sahen die portugiesische Sprache als Instrument zur Entwicklung des Landes und einer nationalen Einheit.
Im zentralen sowie südlichen Afrika ist Portugiesisch eine – je nach Land beziehungsweise Gebiet – mehr oder weniger wichtige Minderheitensprache in der Demokratischen Republik Kongo (Grenzregion zu Angola), der Republik Kongo, Malawi, Namibia, Südafrika (mehr als eine Million Sprecher), Sambia und Simbabwe.
In anderen Teilen Afrikas gibt es portugiesische Kreolsprachen. Im Süden Senegals, in der Casamance, lebt eine Gemeinschaft, die sprachlich und kulturell mit Guinea-Bissau verwandt ist. Auf der Insel Annobón (Äquatorialguinea) gibt es eine weitere Kreolsprache, die mit der von São Tomé und Príncipe eng verwandt ist.
In Angola wurde Portugiesisch schnell zu einer Nationalsprache statt nur einer Verkehrssprache. Dies gilt insbesondere für die Hauptstadt Luanda. Gemäß der offiziellen Volkszählung von 1983 war Portugiesisch damals die Muttersprache von 75 % der Bevölkerung Luandas von etwa 2,5 Millionen (mindestens 300.000 davon sprachen es dazu als einzige Sprache), und 99 % davon konnten sich auf Portugiesisch verständigen, wenn auch mit unterschiedlicher Sprachkompetenz. Dieses Ergebnis ist kaum erstaunlich, denn bereits eine 1979 in den Slums Luandas durchgeführte Umfrage ergab, dass alle dort lebenden afrikanischen Kinder zwischen sechs und zwölf Jahren Portugiesisch sprachen, aber nur 47 % eine afrikanische Sprache. Heute sprechen vor allem in Luanda junge Angolaner neben dem Portugiesischen nur noch selten eine afrikanische Sprache. Landesweit benutzen etwa 60 % der Bevölkerung, die laut Volkszählung von 2014 25,8 Millionen beträgt, Portugiesisch als Umgangssprache. Ebenfalls bei der Volkszählung von 2014 gaben 71,15 % der Befragten an, dass sie Portugiesisch auch zu Hause sprechen (85 % in den städtischen und 49 % in den ländlichen Gebieten). Fernsehprogramme aus Portugal und Brasilien, die in Angola überaus populär sind, tragen dazu ihren Anteil bei.
Das angolanische Portugiesisch beeinflusste auch das heute in Portugal gesprochene Portugiesisch, da die Retornados, (portugiesische Rückkehrer nach der Unabhängigkeit Angolas) und angolanische Zuwanderer Wörter mitbrachten, die sich vor allem in der jungen Stadtbevölkerung verbreiteten. Dazu gehören iá (ja), bué (viele/sehr; synonym zum standardsprachlichen muito) oder bazar (weggehen).
Mosambik gehört zu den Ländern, in denen Portugiesisch Amtssprache ist, aber von den meisten Einwohnern nur als Zweitsprache gesprochen wird. In den Städten ist es dennoch die am meisten verbreitete Sprache. Gemäß der Volkszählung von 1997 sprechen etwa 40 % der Gesamtbevölkerung Portugiesisch, jedoch etwa 72 % der Stadtbevölkerung. Andererseits bezeichnen im Durchschnitt nur 6,5 % der Bevölkerung (17 % in den Städten und 2 % in den ländlichen Gebieten) Portugiesisch als ihre Muttersprache. Die mosambikanischen Schriftsteller verwenden alle ein Portugiesisch, das sich an die mosambikanische Kultur angepasst hat.
In Kap Verde und Guinea-Bissau sind die wichtigsten Sprachen portugiesische Kreolsprachen, die als Crioulos bezeichnet werden. Die meisten Kapverdier können dennoch auch Standard-Portugiesisch sprechen, das in formellen Situationen, so auch in Schulbildung und Fernsehen aus Portugal und Brasilien Verwendung findet. In Guinea-Bissau hingegen sprechen nur etwa 60 % der Bevölkerung Kreolisch, und nur 10,4 % davon beherrschen Standard-Portugiesisch (gemäß der Volkszählung von 1992).
In São Tomé und Príncipe spricht die Bevölkerung eine Art archaisches Portugiesisch, das viele Ähnlichkeiten mit brasilianischem Portugiesisch aufweist. Die Elite des Landes verwendet jedoch eher die europäische Sprachnorm, ähnlich wie in den anderen PALOP-Ländern. Neben dem eigentlichen Portugiesisch bestehen noch drei Kreolsprachen. Kinder lernen in der Regel Portugiesisch als Muttersprache und eignen sich das Forro genannte Kreolisch erst später an. Der tägliche Gebrauch der portugiesischen Sprache auch als Umgangssprache nimmt zu, fast die gesamte Bevölkerung beherrscht sie.

### Asien
Portugiesisch wird in Osttimor, den indischen Staaten Goa und Dadra und Nagar Haveli und Daman und Diu sowie in Macau (Volksrepublik China) gesprochen. In Goa wird Portugiesisch als Sprache der Großeltern bezeichnet, weil es heute nicht mehr in den Schulen unterrichtet wird, keinen offiziellen Status hat und deshalb von immer weniger Menschen gesprochen wird. In Macau wird Portugiesisch nur von der kleinen portugiesischen Bevölkerung gesprochen, die nach der Übergabe der früheren Kolonie an China dort geblieben ist. Es gibt dort nur eine einzige Schule, in der auf Portugiesisch unterrichtet wird. Trotzdem blieb Portugiesisch eine offizielle Sprache Macaus neben Chinesisch.
Es gibt in Asien mehrere portugiesische Kreolsprachen. In der malaiischen Stadt Malakka existiert eine Kreolsprache namens Cristão oder Papiá Kristang, andere aktive Kreolsprachen findet man in Indien, Sri Lanka und auf der indonesischen Insel Flores. In Japan gibt es etwa 250.000 Personen, die als dekassegui bezeichnet werden; es sind Brasilianer japanischer Abstammung, die wieder nach Japan zurückgekehrt sind, deren Muttersprache jedoch Portugiesisch ist.
In Osttimor ist die am weitesten verbreitete Sprache Tetum, eine austronesische Sprache, die von der portugiesischen Sprache stark beeinflusst wurde. Am Ende der portugiesischen Kolonialzeit konnten durch eine rudimentäre Schulausbildung viele Timoresen zumindest in Grundlagen Portugiesisch sprechen. Die Wiedereinführung des Portugiesischen als Nationalsprache nach der indonesischen Besatzung (1975–1999) stieß bei der jüngeren Bevölkerung, die durch das indonesische Bildungssystem gegangen war und daher Portugiesisch nicht mehr gelernt hatte, auf Missfallen. Überwiegend sprechen in  Osttimor ältere Personen Portugiesisch, doch der Anteil der Portugiesischsprecher an der Gesamtbevölkerung steigt, da das Portugiesische der jüngeren Generation wieder unterrichtlich vermittelt wird. Die Regierung hat die anderen CPLP-Staaten um Hilfe bei der Einführung des Portugiesischen als Amtssprache gebeten und versucht, mit Hilfe der portugiesischen Sprache Anschluss an internationale Netzwerke zu finden und sich von Indonesien abzugrenzen. Xanana Gusmão, der erste Präsident Osttimors seit der Wiederherstellung der Unabhängigkeit, hoffte, dass innerhalb von zehn Jahren Portugiesisch in Osttimor weit verbreitet sein würde. 2015 ergab die Volkszählung, dass 1.384 Osttimoresen Portugiesisch als Muttersprache haben, 30,8 % der Bevölkerung können Portugiesisch sprechen, lesen und schreiben, 2,4 % sprechen und lesen, 24,5 % nur lesen und 3,1 % nur sprechen. Es gibt Stimmen, die in der Einführung von Portugiesisch als Amtssprache durch die alten Bildungseliten einen Fehler sehen. So werden die meisten Universitätslehrgänge immer noch in Bahasa Indonesia gehalten. Zudem hat Englisch durch die geografische Nähe Australiens und die internationalen Friedenstruppen, die bis 2013 im Land waren, an Bedeutung gewonnen. Portugiesisch wird erst nach und nach in der Schule den Kindern beigebracht und als Unterrichtssprache neben Tetum verwendet. Unter anderem liegt das am Mangel an portugiesischsprechenden Lehrern. Die portugiesische Kreolsprache Osttimors Português de Bidau starb in den 1960er Jahren aus. Die Sprecher verwendeten immer öfter das Standard-Portugiesisch. Bidau wurde nahezu nur im Stadtteil Bidau im Osten der Hauptstadt Dili von der Volksgruppe der Bidau gesprochen, Mestizen mit Wurzeln auf der Insel Flores. Kreolisches Portugiesisch aus Macau wurde während der stärksten Einwanderungsphase im 19. Jahrhundert auch auf Timor gesprochen, verschwand aber schnell.

### Offizieller Status
Die Gemeinschaft der Portugiesischsprachigen Länder CPLP ist eine internationale Organisation von acht unabhängigen Staaten, deren Amtssprache Portugiesisch ist. Portugiesisch ist auch offizielle Sprache der Europäischen Union, des Mercosul, der Afrikanischen Union und einiger anderer Organisationen.
Portugiesisch ist Amtssprache in:
| Land                  | Muttersprachler | Gesamtverbreitung      | Bevölkerung | Anmerkung                        |
| --------------------- | --------------- | ---------------------- | ----------- | -------------------------------- |
|                       |                 | (inkl. Zweitsprachler) | (Juli 2003) |                                  |
| Afrika                |                 |                        |             |                                  |
| Angola                | 60 %            | k. A.                  | 25.789.024  | lt. Ergebnisse Volkszählung 2014 |
| Kap Verde             | k. A.           | 80 %                   | 412.137     |                                  |
| Guinea-Bissau         | k. A.           | 14 %                   | 1.360.827   |                                  |
| Mosambik              | 12 %            | 50 %                   | 20.252.223  | lt. Volkszählung 2007            |
| São Tomé und Príncipe | 50 %            | 95 %                   | 175.883     |                                  |
| keine Amtssprache:    |                 |                        |             |                                  |
| Namibia               | unter 1 %       | unter 1 %              | 1.927.447   |                                  |
| Südafrika             | 1 %             | 1 %                    | 42.768.678  |                                  |
| Asien                 |                 |                        |             |                                  |
| Osttimor              | k. A.           | 18,6 %                 | 947.400     |                                  |
| Macau ( VR China)     | 2 %             | k. A.                  | 469.903     |                                  |
| nicht Amtssprache:    |                 |                        |             |                                  |
| Daman ( Indien)       | 10 %            | 10 %                   | 114.000     |                                  |
| Goa ( Indien)         | 3–5 %           | 5 %                    | 1.453.000   |                                  |
| Europa                |                 |                        |             |                                  |
| Portugal              | 99 %            | 100 %                  | 10.102.022  |                                  |
| keine Amtssprache:    |                 |                        |             |                                  |
| Andorra               | 11 %            | 11 %                   | 69.150      |                                  |
| Luxemburg             | 14 %            | 14 %                   | 454.157     |                                  |
| Südamerika            |                 |                        |             |                                  |
| Brasilien             | 98–99 %         | 100 %                  | 190.732.694 | lt. Volkszählung 2010            |

## Geschichtliche Entwicklung
Die portugiesische Sprache entwickelte sich im Westen der iberischen Halbinsel aus einer Form der gesprochenen lateinischen Sprache (Vulgärlatein), die von römischen Soldaten und Siedlern seit dem 3. Jahrhundert v. Chr. auf die Halbinsel gebracht worden war. Nach dem Zusammenbruch des Römischen Reiches begann sich das Galicisch-Portugiesische unter Einfluss der vorrömischen Substrate und der späteren Superstrate getrennt von den übrigen romanischen Sprachen zu entwickeln. Ab dem 11. Jahrhundert sind schriftliche Dokumente überliefert, die auf Portugiesisch abgefasst wurden. Bis zum 15. Jahrhundert hatte sich die portugiesische Sprache zu einer reifen Sprache mit einer reichen Literatur entwickelt.

### Römische Kolonisierung
Ab dem Jahre 154 v. Chr. eroberten die Römer den Westen der Iberischen Halbinsel mit dem heutigen Portugal und Galicien, woraus die spätere römische Provinz Lusitanien wurde. Mit den Siedlern und Legionären kam auch eine volkstümliche Version des Lateins, das Vulgärlatein, von dem alle romanischen Sprachen abstammen. Obwohl das Gebiet des heutigen Portugal bereits vor der Ankunft der Römer bewohnt war, stammen 90 Prozent des portugiesischen Wortschatzes vom Lateinischen ab. Es gibt nur sehr wenige Spuren der ursprünglichen Sprachen im modernen Portugiesischen.

### Germanische Völkerwanderung
Vom Jahre 409 an, als das weströmische Reich seine innere und äußere Stabilität allmählich verlor, drangen Völker germanischen Ursprungs auf die iberische Halbinsel vor. Diese Germanen, hauptsächlich Sueben und Westgoten, assimilierten sich langsam an die römische Sprache und Kultur. Es entwickelten sich voneinander unterscheidbare Dialekte, darunter die heute zu Standardsprachen entwickelten Formen Galicisch-Portugiesisch, Kastilisch und Katalanisch. Die Entwicklung des Galicisch-Portugiesischen zu einer vom Spanischen und Mozarabischen deutlich unterscheidbaren Sprache wird unter anderem auf die Sueben zurückgeführt. Germanismen kamen somit auf zwei Wegen in das Portugiesische: indirekt als germanische Entlehnungen, die als Bestandteil der gewöhnlichen lateinischen Umgangssprache der römischen Legionäre auf die iberische Halbinsel gelangten, darüber hinaus direkt als Lehnwörter gotischer und suebischer Herkunft. Andere Autoren gehen jedoch davon aus, dass das Portugiesische älter und konservativer ist als das in der Region um Burgos entstandene Castillano, das mehrere Lautverschiebungen mitgemacht hat, die sich im Portugiesischen nicht finden (z. B. vom lateinischen palatalen f zum friktionalen h, von lat. ct zu ch wie in nocte/noche, von Diphthongen wie au zu Monophthongen wie o).

### Maurische Eroberung
Ab 711 eroberten die Mauren die iberische Halbinsel, in den eroberten Gebieten wurde das Arabische zur Verwaltungssprache. Die Bevölkerung sprach jedoch weiterhin ihren iberomanischen Dialekt, weshalb der Einfluss des Arabischen auf das Portugiesische nicht sehr stark war. Es entwickelte sich auch eine romanische Schriftsprache in arabischer Schrift, das sogenannte Mozarabische. Nachdem die Mauren durch die Reconquista vertrieben worden waren, blieben viele in ihrem rechtlichen Status stark beschränkte Araber auf dem Gebiet des heutigen Portugals, sie waren später auch als freie Handwerker tätig und assimilierten sich an die portugiesische Kultur und Sprache. Aufgrund des Kontakts mit dem Arabischen lassen sich arabische Spuren hauptsächlich in der Lexik des Portugiesischen finden; das Neuportugiesische besitzt viele Wörter arabischen Ursprungs, die sich in anderen romanischen Sprachen nicht wiederfinden. Diese Einflüsse betreffen vor allem die Bereiche Ernährung und Landwirtschaft, in denen durch die Araber Neuerungen eingeführt wurden. Daneben ist der arabische Einfluss in Ortsnamen des südlichen Portugal, wie etwa in Algarve, und im Westen Portugals ersichtlich, hier etwa im Ortsnamen Fátima sowie auch in Alcântara, Alfândega, Alfama in der Stadt Lissabon.

### Aufstieg der portugiesischen Sprache

Sprachräumliche Entwicklung Südwesteuropas im 2. Jahrtausend n. Chr.

Von der römischen Provinz Lusitanien spalteten die Römer im 1. Jh. v. Chr. die Gallaecia (das heutige Galicien) ab und gliederten sie der Tarraconensis (Hispania Citerior) an. Die portugiesische Sprache entwickelte sich (wie auch das Galicische) aus dem heute bis auf wenige Reste (A Fala) ausgestorbenen Galicisch-Portugiesischen, das im Zeitraum vom 8. bis 12. Jh. im heutigen Nordportugal sowie im heutigen Galicien entstand. Das Galicisch-Portugiesische existierte über lange Zeit nur als gesprochene Sprache, während als Schriftsprache weiterhin Latein benutzt wurde. Die frühesten schriftlichen Zeugnisse dieser Sprache sind die „Cancioneiros“ aus der Zeit um 1100. Das Galicisch-Portugiesische entwickelte sich im Hochmittelalter (13./14. Jh.) zur wichtigsten Sprache der Lyrik auf nahezu der ganzen Iberischen Halbinsel.
Die Grafschaft Portugal wurde im Jahr 1095 unabhängig, ab 1139 war Portugal Königreich unter König Alfons I.
Nach der Unabhängigkeit Portugals von Kastilien entwickelte sich die Sprache vor allem durch den normierenden Einfluss des Königshofs auf portugiesischem Gebiet (im Gegensatz zu einer gesonderten Sprachentwicklung in Galicien) langsam weiter. Erste schriftliche Zeugnisse sind das Testament von Alfons II. und die Notícia de Torto aus dem Jahr 1214.
Im Jahre 1290 gründete König Dionysius (Diniz) die erste portugiesische Universität, das Estudo Geral in Lissabon. Er legte fest, dass das Vulgärlatein, wie das Portugiesische damals noch genannt wurde, dem klassischen Latein vorgezogen werden solle. Ab 1296 benutzten die königlichen Kanzleien das Portugiesische, womit die Sprache nicht mehr nur in der Poesie, sondern auch in Gesetzen und notariellen Schriftstücken Verwendung fand.
Durch die Ausstrahlung der höfischen Kultur Südfrankreichs auf die galicische Dichtersprache im 12. und 13. Jahrhundert gelangten auch okzitanische Lehnwörter in das Sprachgebiet Portugals. Im modernen Portugiesischen hat sich aber nur eine kleine Zahl dieser Wörter erhalten. Von größerer Bedeutung für die Ausprägung des Wortschatzes ist der französische Spracheinfluss, der heute nicht nur lexikalisch, sondern auch phraseologisch nachweisbar ist.
Mit der Reconquista dehnte sich der Einflussbereich des Portugiesischen über mehrere Jahrhunderte nach Süden hin aus. Mitte des 13. Jahrhunderts endete diese Expansion an der Südküste des heutigen Portugals nach der Rückeroberung Faros 1249, wodurch der gesamte Westen der Iberischen Halbinsel zum galicisch-portugiesischen Sprachgebiet wurde. Im 14. Jahrhundert war Portugiesisch zu einer reifen Sprache geworden, die eine reiche literarische Tradition besaß und auch in anderen Gegenden der iberischen Halbinsel in der Dichtung verbreitet war wie etwa im Königreich León, Kastilien, Aragón und Katalonien. Später, als Galicien dauerhaft unter den Einfluss der kastilischen Sprache geriet, wurde die südliche Variante des Galicisch-Portugiesischen zur Sprache Portugals.
Bei der Entwicklung der portugiesischen Sprache hatten das Arabische und Mozarabische einen erheblichen Einfluss: Während der Reconquista rückte das Zentrum Portugals nach Süden bis nach Lissabon, wo es Sprecher verschiedenster Varietäten gab, die das Galicisch-Portugiesische beeinflussten – im Gegensatz zum Norden, dessen Sprache konservativer und noch stärker vom Latein geprägt war. An einem Dialekt im Norden Portugals (an der Grenze zu Spanien), dem Mirandesisch, ist die Verbindung zum Königreich León, d. h. der kastilische Einfluss, noch zu erkennen, während der leonesische Dialekt in Spanien z. T. stark vom Galicisch-Portugiesischen geprägt ist.

### Zeit der portugiesischen Entdeckungen
Zwischen dem 14. und 16. Jahrhundert, also während der Zeit der portugiesischen Entdeckungsreisen, verbreitete sich die portugiesische Sprache in Regionen Asiens, Afrikas und Amerikas. Im 16. Jahrhundert war sie eine Lingua franca in Asien und Afrika, wo sie nicht nur der Kolonialverwaltung, sondern auch dem Handel und der Kommunikation zwischen den lokalen Machthabern und den Europäern aller Nationalitäten diente. In Ceylon (heute Sri Lanka) sprachen einige Könige fließend Portugiesisch und Adlige nahmen häufig portugiesische Namen an. Die Ausbreitung der Sprache wurde auch durch Ehen zwischen Portugiesen und Einheimischen gefördert, die im portugiesischen Kolonialreich eine gängigere Praxis als in anderen Kolonialreichen bildeten. Da die Sprache in vielen Erdteilen mit den missionarischen Aktivitäten der Portugiesen gleichgesetzt wurde, bezeichnete man das Portugiesische dort auch als Cristão (christliche Sprache). Obwohl später die Niederländer versuchten, in Ceylon und dem heutigen Indonesien das Portugiesische zurückzudrängen, blieb es dort weiterhin eine verbreitete Sprache.
In Indien, Sri Lanka, Malaysia und Indonesien entwickelten sich portugiesische Kreolsprachen, nachdem Portugal den Einfluss in diesen Ländern an andere europäische Mächte verloren hatte. In vielen Sprachen findet man portugiesische Wörter in der modernen Lexik wieder, so zum Beispiel das Wort pan für „Brot“ im Japanischen (portugiesisch: pão), sepatu für „Schuh“ im Indonesischen (portugiesisch: sapato), keju für „Käse“ im Malaiischen (portugiesisch: queijo) oder auch meza für „Tisch“ in Swahili (portugiesisch: mesa). Auch im Urdu finden sich portugiesische Lehnwörter, z. B. cabi für „Schlüssel“ (von „chave“), girja für „Kirche“ (von „igreja“), kamra für „Zimmer“(von „câmara“), qamīz für „Hemd“ (von „camisa“), mez für „Tisch“ (von „mesa“).

### Entwicklung seit der Renaissance
Seit der Mitte des 16. Jahrhunderts fand eine große Anzahl von Lehnwörtern Eingang in die portugiesische Sprache, die meisten lateinischen oder griechischen Ursprungs. Italienische Wörter aus den Bereichen Musik, Theater, Malerei sowie spanische Lehnwörter, die aufgrund der Personalunion zwischen Portugal und Spanien von 1580 bis 1640 besonders zahlreich wurden, bereicherten den portugiesischen Wortschatz. Man unterscheidet aus diesem Grund zwei Entwicklungsphasen: das Altportugiesische (12. bis Mitte des 16. Jahrhunderts) und das Neuportugiesische, wobei als Ende des Altportugiesischen das Erscheinen des Cancioneiro Geral von Garcia de Resende im Jahre 1516 betrachtet wird.
Die Gegenden, wohin sich das Portugiesische vor der Entwicklung des Neuportugiesischen verbreitet hatte, machten diese Entwicklungen jedoch größtenteils nicht mit. In Brasilien und São Tomé und Príncipe, aber auch in einigen abgelegenen ländlichen Gebieten Portugals werden deshalb Dialekte gesprochen, die dem Altportugiesischen noch ähnlich sind.
Neben den gut 200 Millionen Brasilianern sprechen heute mehr als 10 Millionen Portugiesen und ebenso viele Bewohner der ehemaligen afrikanischen und asiatischen Kolonien Portugiesisch als Muttersprache. Portugiesisch entwickelte sich somit nach Spanisch zur zweithäufigsten romanischen Muttersprache. Diese Position verdankt Portugiesisch der Tatsache, dass sich die Bevölkerung Brasiliens innerhalb der letzten 100 Jahre mehr als verzehnfacht hat: 1900 hatte Brasilien eine Bevölkerung von nur 17 Millionen.

## Verwandtschaft mit anderen Sprachen
Portugiesisch hat als romanische Sprache Parallelen zu Spanisch, Katalanisch, Italienisch, Französisch, Rumänisch und den anderen romanischen Sprachen, vor allem was die Grammatik und Syntax angeht. Besonders der spanischen Sprache ist es in vielen Aspekten sehr ähnlich, in der Aussprache herrschen jedoch bedeutende Unterschiede. Mit etwas Übung ist es einem Portugiesen jedoch möglich, Spanisch zu verstehen. Wenn man den folgenden Satz betrachtet:
Ela fecha sempre a janela antes de jantar. (portugiesisch)
Ela pecha sempre a fiestra antes de cear. (galicisch)
Ella cierra siempre la ventana antes de cenar. (spanisch)
Fast alle Wörter der einen Sprache haben sehr ähnlich lautende Verwandte in der jeweils anderen Sprache, die jedoch unter Umständen sehr selten gebraucht werden.
Ela encerra sempre a janela antes de cear. (portugiesisch, mit wenig gebräuchlicher Wortwahl)
(Der Satz bedeutet: ‚Sie schließt immer das Fenster vor dem Abendessen.‘)
(Lateinisch: ‚Illa claudit semper fenestram ante cenam.‘)
Es gibt allerdings auch eine Anzahl von Wörtern, bei denen keine Verwandtschaft zwischen den Sprachen besteht und die für die Sprecher der jeweils anderen Sprache unverständlich sind. Beispiele:
| Deutsch        | Spanisch           | Portugiesisch | Portugiesisch (Brasilien) |
| -------------- | ------------------ | ------------- | ------------------------- |
| roher Schinken | jamón (serrano)    | presunto      | presunto (cru)            |
| Kochschinken   | jamón dulce (York) | fiambre       | presunto                  |
| Autowerkstatt  | taller             | oficina       | oficina                   |
| Büro           | oficina            | escritório    | escritório                |
| Zug            | tren               | comboio       | trem                      |

Es gibt Orte, in denen Spanisch und Portugiesisch nebeneinander gesprochen werden. Muttersprachler des Portugiesischen können in der Regel Spanisch lesen und oft auch gesprochenes Spanisch relativ gut verstehen; Letzteres ist wegen der phonetischen Eigenheiten des Portugiesischen umgekehrt meist nicht der Fall. Der Empfang spanischer audiovisueller Medien hat die Kenntnis des Spanischen in Portugal im 20. Jahrhundert stark befördert, auch wenn sich beide Länder über Jahrhunderte in Abkehrung voneinander entwickelt hatten und beispielsweise französische Kultur- und Spracheinflüsse inneriberische an Zahl und Bedeutung übertrafen.

## Varianten und Dialekte
Das Standardportugiesisch, auch als Estremenho bezeichnet, hat sich in der Geschichte häufiger geändert als andere Variationen. Alle Formen der portugiesischen Sprache Portugals können nach wie vor im brasilianischen Portugiesisch gefunden werden. Afrikanisches Portugiesisch, besonders die Aussprache von São Tomé und Príncipe (auch Santomense genannt), hat mit brasilianischem Portugiesisch viele Gemeinsamkeiten. Die Dialekte Südportugals haben ebenfalls ihre Eigenheiten bewahrt, wozu die besonders häufige Benutzung des Gerundiums zählt. Dagegen sind Alto-Minhoto und Transmontano in Nordportugal der galicischen Sprache sehr ähnlich.
Das Standardportugiesische aus Portugal ist in den früheren afrikanischen Kolonien die bevorzugte Aussprache. Deshalb kann man zwei Formen unterscheiden, nämlich die europäische und die brasilianische, wobei man gemeinhin vier große Standardaussprachen unterscheidet, nämlich jene von Coimbra, Lissabon, Rio de Janeiro und São Paulo.
Die wichtigsten Ausspracheformen des Portugiesischen sind, jeweils mit Hörbeispiel als externem Link, die folgenden:
| Dialekt                                                              | Hörbeispiel | Gesprochen in |          |          |
| Portugal                                                             | Portugal    | Portugal | Portugal | Portugal |
| -------------------------------------------------------------------- | ----------- | --- | -------- | -------- |
| Açoriano                                                             | Hörbeispiel | Azoren |          |          |
| Alentejano                                                           | Hörbeispiel | Alentejo |          |          |
| Algarvio                                                             | Hörbeispiel | Algarve |          |          |
| Alto-Minhoto                                                         | Hörbeispiel | Nördlich der Stadt Braga |          |          |
| Baixo-Beirão; Alto-Alentejano                                        | Hörbeispiel | Inneres Mittelportugal |          |          |
| Beirão                                                               | Hörbeispiel | Mittelportugal |          |          |
| Estremenho                                                           | Hörbeispiel | Regionen um Coimbra |          |          |
| Lisboeta                                                             |             | Regionen um Lissabon |          |          |
| Madeirense                                                           | Hörbeispiel | Madeira |          |          |
| Nortenho                                                             | Hörbeispiel | Regionen um Braga und Porto |          |          |
| Transmontano                                                         | Hörbeispiel | Trás-os-Montes |          |          |
| Brasilien                                                            |             | |          |          |
| Caipira                                                              |             | brasilianisches Hinterland, einschließlich eines großen Teils Bundesstaates São Paulo, Paraná, Mato Grosso do Sul, Goiás und südlich Minas Gerais |          |          |
| Capixaba                                                             |             | Bundesstaat Espírito Santo |          |          |
| Fluminense                                                           | Hörbeispiel | Bundesstaat Rio de Janeiro |          |          |
| Baiano                                                               |             | Bahia und Sergipe |          |          |
| Gaúcho                                                               |             | Rio Grande do Sul und Uruguay |          |          |
| Mineiro                                                              |             | Bundesstaat Minas Gerais |          |          |
| Nordestino                                                           | Hörbeispiel | Nordöstliche Bundesstaaten Brasiliens |          |          |
| Nortista                                                             |             | Amazonasbecken |          |          |
| Paulistano                                                           |             | Zwischen Megalopolis São Paulo in den Westen zu tun Grenze mit Bundesstaat Rio de Janeiro im Osten                                                |          |          |
| Sertanejo                                                            |             | Bundesstaaten Goiás, Mato Grosso und Mato Grosso do Sul                                                                                           |          |          |
| Sulista                                                              |             | Bundesstaat Santa Catarina und zentral-südlichen Bundesstaat Paraná                                                                               |          |          |
| Afrika                                                               |             | |          |          |
| Luandense (Angolano)                                                 | Hörbeispiel | Angola – Region der Hauptstadt Luanda |          |          |
| Benguelense                                                          | Hörbeispiel | Angola – Provinz Benguela |          |          |
| Sulista                                                              | Hörbeispiel | Angola – Süden des Landes |          |          |
| Caboverdiano                                                         | Hörbeispiel | Kap Verde |          |          |
| Guineense                                                            | Hörbeispiel | Guinea-Bissau |          |          |
| Moçambicano                                                          | Hörbeispiel | Mosambik |          |          |
| Santomense                                                           | Hörbeispiel | São Tomé und Príncipe |          |          |
| Asien                                                                |             | |          |          |
| Timorense                                                            | Hörbeispiel | Osttimor |          |          |
| Macaense                                                             | Hörbeispiel | Macau, China |          |          |
| Hörbeispiele vom Instituto Camões, Portugal: www.instituto-camoes.pt |             | |          |          |

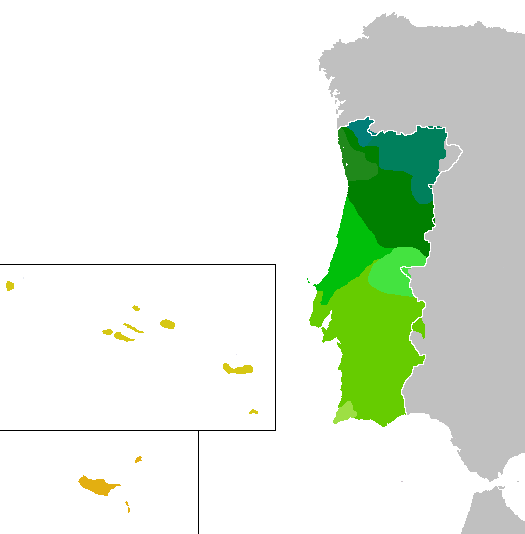
Verbreitung der portugiesischen Dialekte in Portugal

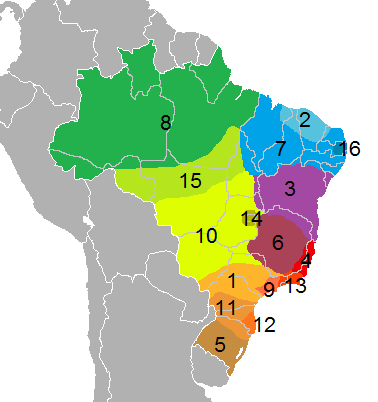
Verbreitung der portugiesischen Dialekte in Brasilien

Einige Beispiele für Wörter, die in Portugal anders heißen als in Brasilien oder Angola, sind im Folgenden gegeben:
| Deutschland            | Portugal                                    | Brasilien                                  | Angola                     |
| ---------------------- | ------------------------------------------- | ------------------------------------------ | -------------------------- |
| Ananas                 | ananás¹, manchmal abacaxi²                  | abacaxi², manchmal ananás¹                 | abacaxi², manchmal ananás¹ |
| weggehen, wegfahren    | ir embora¹ (oder bazar³ unter Jugendlichen) | ir embora¹ (oder vazar unter Jugendlichen) | bazar³, ir embora¹         |
| Bus                    | autocarro¹                                  | ônibus²                                    | machimbombo³               |
| Handy                  | telemóvel¹                                  | celular²                                   | telemóvel¹                 |
| Slum, Barackensiedlung | bairro de lata¹                             | favela²                                    | musseque³                  |

¹ Portugiesischer Ursprung
² Brasilianischer Ursprung
³ Angolanischer Ursprung (Machimbombo hat wahrscheinlich mosambikanischen Ursprung)

### Unterschiede in der Schriftsprache
Das Portugiesische hatte bis zum Inkrafttreten des Acordo Ortográfico 2009 zwei Varianten der Schriftsprachen (Port. variedades), die häufig als padrões (Standards) bezeichnet werden. Diese sind:
- europäisches und afrikanisches Portugiesisch
- brasilianisches Portugiesisch

Die Unterschiede zwischen diesen Varianten betreffen das Vokabular, die Aussprache und die Syntax, besonders in der Umgangssprache, wohingegen in der Sprache der gehobenen Schichten diese Unterschiede geringer ausfallen.
Hierbei handelt es sich jedoch um Dialekte derselben Sprache, die Sprecher der beiden Varianten können die jeweils andere leicht verstehen.
Einige Unterschiede im Wortschatz sind in Wirklichkeit keine. In Brasilien ist der Standardausdruck für 'Teppich’ tapete. In Portugal benutzt man eher alcatifa. Jedoch gibt es in Portugal ebenfalls regional den Ausdruck tapete, ebenso wie es in Brasilien regional den Ausdruck alcatifa gibt. Für alte Wörter trifft dies fast generell zu, während in neuen Wörtern diese Unterschiede in der Tat landesspezifisch sind wie etwa ônibus in Brasilien und autocarro in Portugal.
Signifikantere Unterschiede bestanden bis zum Acordo Ortográfico in der Orthografie. In Wörtern, die cc, cç oder ct enthalten, wird in Brasilien das erste c weggelassen, in Wörtern, die pc, pç oder pt enthalten, entfällt das p. Diese Buchstaben werden nicht ausgesprochen, sondern stellen vielmehr Überbleibsel aus dem Latein dar, die man in Brasilien zumeist eliminiert hat. Man vergleiche mit dem Italienischen.
Ein paar Beispiele sind:
| Latein       | Portugal und Afrika | Brasilien | Italienisch | Spanisch  | Übersetzung |
| ------------ | ------------------- | --------- | ----------- | --------- | ----------- |
| actio        | acção               | ação      | azione      | acción    | Tat, Aktion |
| directio     | direcção            | direção   | direzione   | dirección | Richtung    |
| (electricus) | eléctrico           | elétrico  | elettrico   | eléctrico | elektrisch  |
| optimus      | óptimo              | ótimo     | ottimo      | óptimo    | großartig   |

Daneben gibt es einige Unterschiede in der Akzentuierung, die folgende Gründe haben:
1. Unterschiedliche Aussprache: In Brasilien wird das o in Antônio, anônimo oder Amazônia geschlossen ausgesprochen, wohingegen es in Portugal und Afrika offen gesprochen wird. Deshalb schreibt man in Portugal und Afrika António, anónimo bzw. Amazónia.
2. Vereinfachung des Lesens: Die Kombination qu kann in zwei verschiedenen Arten gelesen werden: ku oder k. Um das Lesen einfacher zu machen, schreibt man in Brasilien das u mit einem Trema, wenn die Aussprache ku ist, also cinqüenta statt cinquenta (fünfzig). Dies ist allerdings in der letzten Rechtschreibreform (s. u.) nicht mehr vorgesehen.

Eine Rechtschreibreform wurde mit dem Acordo Ortográfico im Jahr 1990 verabschiedet, um einen internationalen Standard für das Portugiesische zu erreichen. Allerdings dauerte es bis 2009, bis das Abkommen in Portugal und Brasilien in Kraft trat, nachdem es im Jahr 2008 von diesen beiden Ländern sowie von Kap Verde und São Tomé und Príncipe ratifiziert worden war (später folgte Guinea-Bissau; Angola und Mosambik haben es bis heute – Stand Oktober 2014 – nicht ratifiziert). Im Rahmen dieser Reform fielen in Portugal die oben genannten c in cc, cç oder ct und p in pc, pç oder pt weitgehend weg, daneben gab es kleinere Vereinheitlichungen und man versucht, sich auf ein koordiniertes Vorgehen in Bezug auf neue Lehnwörter aus anderen Sprachen zu einigen. Seitdem ist die Rechtschreibung in Brasilien und Portugal weitgehend identisch, Unterschiede bestehen nur noch für wenige Ausnahmen.

### Vom Portugiesischen abgeleitete Sprachen
Als im Mittelalter Portugal sein Kolonialreich aufzubauen begann, kam die portugiesische Sprache in Kontakt mit den lokalen Sprachen der eroberten Gebiete und es entstanden Mischsprachen (Pidgins), die bis zum 18. Jahrhundert in Asien und Afrika als lingua franca verwendet wurden. Diese Pidgin-Sprachen erweiterten ihre Grammatik und Lexik im Laufe der Zeit und wurden zu Umgangssprachen von ethnisch gemischten Bevölkerungen. Sie existieren unter folgenden Namen in den folgenden Gebieten:
Äquatorialguinea:
- Fá d’Ambô

Aruba, Bonaire und Curaçao:
- Papiamentu

Guinea-Bissau und Senegal:
- Crioulo / Kriol

Indien:
- Kreolsprache von Diu
- Kreolsprache von Kochi
- Kristi
- Língua da Casa

Kap Verde:
- Barlavento (Criol)
- Crioulo Sotavento (Kriolu)

Macau:
- Macaista

Malaysia, Singapur:
- Cristão/Papiá Kristang

São Tomé und Príncipe:
- Angolar
- Forro
- Lunguyê

Sri Lanka:
- Burgher

Suriname:
- Saramaccaans

Einige Hybriddialekte existieren dort, wo Spanisch und Portugiesisch aufeinander treffen:
- A Fala in Spanien
- Barranquenho in Portugal
- Portuñol in Uruguay

## Phonetik
Die portugiesische Sprache hat eine sehr komplexe phonetische Struktur, was sie für Sprachwissenschaftler besonders interessant macht. Die Sprache verfügt über 9 einfache Vokale, 5 nasale Vokale, 10 Diphthonge, 5 nasale Diphthonge und 25 Konsonanten.

### Vokale
|                  | \| \| vorn \| zentral \| hinten \| \| ---------------- \| ------- \| ----------- \| ----------- \| \| geschlossen \| i ĩ \| \| u ũ \| \| fast geschlossen \| (ɪ ~ ɪ̃) \| (ɯ̟) (ʊ ~ ʊ̃) \| (ɯ̟) (ʊ ~ ʊ̃) \| \| halbgeschlossen \| e ẽ \| \| o õ \| \| mittel \| (e̞ ~ ẽ̞) \| ə ~ ɐ ə̃ ~ ɐ̃ \| (o̞ ~ õ̞) \| \| halboffen \| ɛ \| ə ~ ɐ ə̃ ~ ɐ̃ \| ɔ \| \| offen \| \| a (ɐ̞) \| \| |             |             |
|                  | vorn | zentral     | hinten      |
| geschlossen      | i ĩ |             | u ũ         |
| fast geschlossen | (ɪ ~ ɪ̃) | (ɯ̟) (ʊ ~ ʊ̃) | (ɯ̟) (ʊ ~ ʊ̃) |
| halbgeschlossen  | e ẽ |             | o õ         |
| mittel           | (e̞ ~ ẽ̞) | ə ~ ɐ ə̃ ~ ɐ̃ | (o̞ ~ õ̞)     |
| halboffen        | ɛ | ə ~ ɐ ə̃ ~ ɐ̃ | ɔ           |
| offen            | | a (ɐ̞)       |             |

### Konsonanten
|               | bilabial | bilabial | labiodental | labiodental | dental | dental | alveolar | alveolar | postalveolar | postalveolar | velar | velar | guttural | guttural |
| ------------- | -------- | -------- | ----------- | ----------- | ------ | ------ | -------- | -------- | ------------ | ------------ | ----- | ----- | -------- | -------- |
| Plosive       | p        | b        |             |             | t      | d      |          |          |              |              | k     | g     |          |          |
| Nasale        | m        | m        |             |             | n      | n      |          |          | ɲ            | ɲ            |       |       |          |          |
| Frikative     |          |          | f           | v           |        |        | s        | z        | ʃ            | ʒ            | ʁ     | ʁ     | ʁ        | ʁ        |
| Approximanten |          |          |             |             | l      | l      | ɾ        | ɾ        | ʎ            | ʎ            |       |       |          |          |

### Betonungsstelle
Im Portugiesischen befindet sich die Betonung (der Wortakzent) der Wörter, die orthographisch mit den Vokalen a, e oder o oder einem solchen Vokal plus den Konsonanten m oder s enden, auf dem vorletzten Vokal, wohingegen sich die Betonung der Wörter, die orthographisch mit i, u (plus m/s) oder einem Konsonanten außer s und m (meist l, r, z) enden, auf der Endsilbe befindet. Eine von dieser Regel abweichende Betonung wird durch ein diakritisches Zeichen (Akut oder Zirkumflex) angezeigt. Durch Tilde gekennzeichnete Silben sind immer betont, es sei denn, eine andere Silbe trägt einen Akut oder einen Zirkumflex.
Beispiele:
beleza ‚Schönheit‘ – Betonung auf dem zweiten e
fonte ‚Quelle‘ – Betonung auf dem o
obrigado ‚danke‘ – Betonung auf dem a
pedi ‚ich bat‘ – Betonung auf dem i
tatu ‚Gürteltier‘ – Betonung auf dem u
Brasil ‚Brasilien‘ – Betonung auf dem i
cantar ‚singen‘ – Betonung auf dem zweiten a
sábado ‚Samstag‘ – Betonung auf dem ersten a
combinação ‚Kombination‘ – Betonung auf dem ã
Cristóvão ‚Christoph‘ – Betonung auf dem ersten o
Das europäische Portugiesisch ist, anders als romanische Sprachen im Allgemeinen, eher eine akzentzählende als silbenzählende Sprache.

## Orthographie und Aussprache

### Alphabet
Das Portugiesische Alphabet verwendet 23 Buchstaben des lateinischen Alphabets – A, B, C, D, E, F, G, H, I, J, L, M, N, O, P, Q, R, S, T, U, V, X, Z – und macht außerhalb von Namen keinen Gebrauch von K, W und Y. 2009 wurde mit dem Acordo Ortográfico eine Rechtschreibreform durchgeführt, die diese Buchstaben wieder ins Alphabet aufnimmt.
Zusätzlich werden folgende Buchstaben mit Diakritika verwendet:
Á, Â, Ã, À, Ç, É, Ê, Í, Ó, Ô, Õ, Ú

### Aussprache
Die folgenden Aussprachehinweise gelten für sowohl europäisches als auch brasilianisches Portugiesisch; wenn es Unterschiede gibt, sind sie beim jeweiligen Laut angegeben.

#### Vokale
| Buchstabe              | Portugiesisch      | Bedeutung           | IPA                 | Anmerkung                                                                                   |
| ---------------------- | ------------------ | ------------------- | ------------------- | ------------------------------------------------------------------------------------------- |
| a                      | talha              | Schnitt             | a                   | wie deutsch: wann                                                                           |
| a                      | amo                | (ich) liebe         | ɐ                   | vor Nasal wie deutsch: Wasser                                                               |
| a, á                   | alto, árvore       | hoch, Baum          | ɑ                   | „dunkles“ a, Hinterzungenvokal                                                              |
| e, ê                   | medo, letra, você  | Angst, Brief, Sie¹  | e                   | wie im deutschen ewig                                                                       |
| -e                     | leite, vale        | Milch, Tal          | P.: ɯ̆ bzw. ɨ Br.: i | am Wortende: P: kurzes, fast verschlucktes i am Wortende: Br.: oft volltonig gesprochenes i |
| e, é                   | resto, festa, café | Rest, Party, Kaffee | ɛ                   | offenes e wie in Ende                                                                       |
| i                      | idiota             | Idiot               | i                   | wie im deutschen Finale                                                                     |
| ô                      | ovo, olho, avô     | Ei, Auge, Großvater | o                   | geschlossenes o, wie Opa                                                                    |
| -o                     | santo, logo        | heilig, bald        | u                   | o als Auslaut: wie kurzes -u                                                                |
| o, ó                   | morte, moda, nó    | Tod, Mode, Knoten   | ɔ                   | in der Wortmitte oder am Ende akzentuiert: offenes o wie in Post                            |
| u                      | uvas               | Weintrauben         | u                   | wie Deutsch Blut                                                                            |
| Diphthong mit o oder u | ao, mau            | zu, schlecht        | w                   | sehr dunkles deutsches u bis w                                                              |
| Diphthong mit i        | nacional, ideia    | national, Idee      | j                   | Wie ein deutsches j bzw. ähnlich der Aussprache vom i in national                           |

¹você steht im Brasilianischen oft auch für Du

#### Nasalvokale
Die portugiesischen Nasalvokale werden nicht so vollständig nasal ausgesprochen wie im Französischen und in der Regel gibt es im Portugiesischen auch keinen Verschlusslaut am Ende des Nasals. In manchen Publikationen wird z. B. die Aussprache des Nasalvokals ã mit ang angegeben, was allerdings nicht richtig ist, weil es sich bei den nasalierten Vokalen um einen einzigen Nasenlaut handelt.
| Buchstabe | Portugiesisch    | Bedeutung          | IPA | Anmerkung                                              |
| --------- | ---------------- | ------------------ | --- | ------------------------------------------------------ |
| am, an, ã | campo, maçã      | Feld, Apfel        | ɐ̃   | nasaliertes a ähnlich dem Vokal im französischen blanc |
| em, en    | lembrar, então   | erinnern, dann     | ẽ   | nasaliertes e                                          |
| um, un    | um, untar        | eins, befetten     | ũ   | nasaliertes u                                          |
| im, in    | limbo, brincar   | Gliedmaße, spielen | ĩ   | nasaliertes i                                          |
| om, on, õ | limões, montanha | Zitronen, Berg     | õ   | nasaliertes o, ähnlich dem französischen on            |

#### Konsonanten
| Buchstabe          | Portugiesisch                              | Bedeutung                                      | IPA          | Anmerkung |
| ------------------ | ------------------------------------------ | ---------------------------------------------- | ------------ | --- |
| b                  | bola                                       | Ball                                           | b            | wie im Deutschen |
| ca, co, cu         | casa                                       | Haus                                           | k            | wie deutsches k, jedoch nicht behaucht |
| ça, ce, ci, ço, çu | cedo, maçã                                 | zeitig, Apfel                                  | s            | stimmloses s wie in Fass |
| ch                 | cheque                                     | Scheck                                         | ʃ            | stimmloses sch wie in Schule, aber schwächer als im Deutschen |
| d                  | dedo                                       | Finger                                         | d dʒ         | wie im Deutschen dann im Brasilianischen vor einem ausgesprochenen -i- (wozu viele orthografische -e-s gehören) extrem weich bzw. stimmhaft, fast wie dʒ, wobei die Stärke des nachfolgenden Zischlautes regional unterschiedlich ist.                                                                                  |
| f                  | ferro                                      | Eisen                                          | f            | wie in für |
| ga, go, gu         | gato, Gustavo                              | Katze, Gustav                                  | g            | wie gehen |
| ge, gi             | gelo                                       | Eis                                            | ʒ            | wie das j in Journal oder das g in Genie |
| gua                | água                                       | Wasser                                         | gu bis gw    | g mit sehr dunklem u, ins w gehend |
| gue, gui           | português, guia                            | Portugiesisch, Führer                          | g            | wie gehen, das u wird genau wie im Französischen (guerre, guichet) nicht gesprochen |
| h                  | harpa                                      | Harfe                                          | ∅            | wird nicht ausgesprochen |
| j                  | jogo                                       | Spiel                                          | ʒ            | wie das j in Journal oder das g in Genie |
| l                  | logo                                       | bald                                           | l            | wie Lamm |
| -l                 | Portugal, Brasil                           | Portugal, Brasilien                            | P.: ł Br.: w | P.: dunkles l (wie das Kölner l) Br.: wie u, englisches w oder das polnische ł oder wie noch dunkleres l |
| lh                 | alho, filho                                | Knoblauch, Sohn                                | ʎ            | wie ein lj im Deutschen oder das gl im Italienischen (figlio) |
| m-                 | mapa                                       | Landkarte                                      | m            | Wortbeginn/-inneres: wie im Deutschen am Wortende: nasaliert den vorhergehenden Vokal |
| n-                 | número                                     | Zahl                                           | n            | Wortbeginn/-inneres: wie im Deutschen am Wortende: nasaliert den vorhergehenden Vokal |
| nh                 | ninho                                      | Nest                                           | ɲ            | wie ein nj im Deutschen bzw. das gn im Französischen (Aubagne) oder Italienischen (lasagne) |
| p                  | parte                                      | part                                           | p            | wie in Papier, aber unbehaucht |
| qua, quo           | quanto, quotidiano                         | wie viel, täglich                              | kw           | ein k und sehr dunkles u |
| que, qui           | aquele, aqui                               | jener, hier                                    | k            | wie im Deutschen Katze |
| -r                 | mar, Março                                 | Meer, März                                     | ɾ            | manchmal leicht gerollt, oft Zäpfchen-r, am Wortende teilweise stimmlos |
| r                  | coro, caro                                 | Chor, teuer                                    | r            | i. d. R. leicht gerollt (einfacher Zungenschlag) |
| r, rr              | rosa, carro                                | Rose, Auto                                     | P.: r Br.: h | P.: Zäpfchen-r; regional auch länger gesprochenes, d. h. stärker gerolltes r als oben Br.: h oder ch (weicher Ach-Laut) oder Zäpfchen-r |
| s, ss              | sapo, assado                               | Kröte, gegrillt                                | s            | im Anlaut oder im Wortinnern wie in Fass |
| -s                 | galinhas, arcos                            | Hühner, Bögen                                  | ʃ, s oder z  | im Auslaut in Portugal, Rio de Janeiro und Belém (Pará) ʃ (wie das sch in Schule); in den übrigen Regionen Brasiliens meist s oder bei folgendem stimmhaften laut wie z (wie das s in Wiese); in einigen portugiesischen Dialekten ʒ (wie das j in Journal)                                                             |
| s                  | raso                                       | Gleichmäßigkeit                                | z            | falls vor und nach dem s jeweils ein Vokal steht, wie in Deutschland das s in Wiese, im Englischen easy |
| t                  | tosta                                      | Toast                                          | t tʃ         | wie auf Deutsch, aber nicht behaucht im Brasilianischen vor einem ausgesprochenen -i- (wozu viele orthografische -e-s gehören) extrem weich bzw. stimmhaft, fast wie tʃ, wobei die Stärke des nachfolgenden Zischlautes regional unterschiedlich ist; häufig wie die russische Verbalendung -ть gesprochen.             |
| v                  | vento, uva                                 | Wind, Weintraube                               | v            | wie das w in wo |
| x                  | caixa, xadrez próximo exemplo táxi, tóxico | Kiste, Schach nächster/s Beispiel Taxi, giftig | ʃ s z ks     | stimmloses sch wie in Schule oft bei Buchwörtern im Wortinnern wie in Fass, wenn die Betonung vor dem x liegt (analog zum Vernerschen Gesetz). oft bei Buchwörtern im Wortinnern wie in Wiese, wenn die Betonung hinter dem x liegt (analog zum Vernerschen Gesetz). wie in Max bei gelehrten Wörtern oder Fremdwörtern |
| z                  | natureza                                   | Natur                                          | z            | wie in Deutschland das s in Wiese, Englisch zero |

## Grammatik

### Substantive
Genus.
In der Regel sind Substantive, die auf -o enden, männlich und Substantive, die auf -a enden, weiblich. Es gibt aber auch Ausnahmen (o problema, o motorista). Das Geschlecht wird durch den vorangehenden Artikel angezeigt (männlich: o; weiblich: a). Daneben gibt es zahlreiche Substantive, die auf andere Vokale (o estudante – der Student; o javali – das Wildschwein; o peru – der Truthahn), auf Diphthonge (a impressão – der Eindruck; o chapéu – der Hut) oder auf Konsonanten enden (o Brasil – Brasilien; a flor – die Blume).
Numerus.
Der Plural wird im Allgemeinen durch das Anhängen von -s an das Substantiv gebildet (o amigo – os amigos; a mesa – as mesas; o estudante – os estudantes). Bei Substantiven, die auf einen Konsonanten enden, ergeben sich Änderungen. Bei auslautendem -r, -z und -n wird im Plural -es angehängt. Manche Substantive, die auf -s enden und auf der vorletzten oder drittletzten Silbe betont sind, sind im Plural unveränderlich (o ônibus – os ônibus; o lápis – os lápis). Ein auslautendes -m vor dem Plural-S wird zu einem -n (o homem – os homens). Auslautendes -l wird im Plural zu -i- vokalisiert (o animal – os animais; o papel – os papéis; o farol – os faróis). Eine Besonderheit sind die Pluralformen der Substantive auf -ão. Je nach der Etymologie des Wortes bilden diese Substantive unterschiedliche Pluralformen (o irmão – os irmãos; o alemão – os alemães; a informação – as informações).
Augmentativ / Diminutiv.
Durch das Anhängen von Suffixen kann die Bedeutung eines Substantivs verändert werden. So lässt sich durch das Augmentativsuffix -ão eine Vergrößerungsform bilden: o nariz – o narigão (die Riesennase). Ähnlich verhält es sich mit der Verkleinerungsform (Diminutiv) durch das Suffix -inho/-inha: o nariz – o narizinho (das Näschen).

### Artikel
Bestimmter Artikel.
Der bestimmte Artikel des Portugiesischen entstand aus dem lateinischen Demonstrativpronomen ille (jener). Im Altportugiesischen sind die Formen el (als Relikt heute erhalten in der Anredeform für den König „El-Rei“), lo, la, los und las zu finden. Durch die phonetische Entwicklung fiel das anlautende l- weg, so dass die heutigen Formen entstanden. In manchen regionalen Wendungen hat sich die altportugiesische Form dennoch erhalten (mais + o → mai-lo).
|          | Maskulinum | Femininum |
| -------- | ---------- | --------- |
| Singular | o          | a         |
| Plural   | os         | as        |

Der bestimmte Artikel dient im Portugiesischen dazu, Wörter zu bestimmen, wenn sie bereits bekannt sind oder eine neue Aussage über sie getroffen wird. Darüber hinaus kann der bestimmte Artikel Wörter substantivieren (o saber – das Wissen). Wie in manchen deutschen Substandardvarietäten wird im Portugiesischen vor dem Eigennamen praktisch immer der bestimmte Artikel verwendet: Eu sou o João. (Ich bin der Hans.) Auch vor Possessivpronomen ist der bestimmte Artikel häufig: O João é o meu amigo. (Hans ist mein Freund.)
Ähnlich wie im Italienischen wird auch der portugiesische Artikel nach bestimmten Präpositionen (a / de / em / por) mit diesen verbunden. Die Verbindung der Präposition a mit dem weiblichen Artikel a wird durch einen Gravis-Akzent angezeigt: à. Dieses Phänomen heißt Krasis (port: crase).
|             | m.sg. | m.pl. | f.sg. | f.pl. |
| ----------- | ----- | ----- | ----- | ----- |
| a (zu, in)  | ao    | aos   | à     | às    |
| de (von)    | do    | dos   | da    | das   |
| em (in)     | no    | nos   | na    | nas   |
| por (durch) | pelo  | pelos | pela  | pelas |

Unbestimmter Artikel.
Der unbestimmte Artikel entstand aus dem lateinischen Zahlwort unus, una, unum. Er dient dazu, bisher unbekannte Substantive einzuführen und zu präsentieren. Er individualisiert und definiert Wörter, die zuvor noch nicht näher bestimmt wurden.
|          | Maskulinum | Femininum |
| -------- | ---------- | --------- |
| Singular | um         | uma       |
| Plural   | uns        | umas      |

Der unbestimmte Artikel wird mit der Präposition em, in Portugal selten auch mit der Präposition de zu einer so genannten Artikelpräposition verbunden.
|          | m.sg. | m.pl. | f.sg. | f.pl. |
| -------- | ----- | ----- | ----- | ----- |
| de (von) | dum   | duns  | duma  | dumas |
| em (in)  | num   | nuns  | numa  | numas |

### Adjektiv
Das Adjektiv dient im Portugiesischen dazu, Substantive näher zu bestimmen. Es muss in Zahl und Geschlecht mit dem Substantiv übereinstimmen, auf das es sich bezieht.
In der Regel werden die Adjektive im Portugiesischen dem Substantiv nachgestellt (Como uma maçã vermelha – Ich esse einen roten Apfel.) Einige Adjektive werden dem Substantiv aber auch vorangestellt. Dazu gehören die Superlativformen (o melhor amigo: der beste Freund). Manche Adjektive erhalten durch die Voranstellung eine kleine Sinnveränderung (um homem grande: ein großer Mann; um grande homem: ein großartiger Mann). Eine Voranstellung ist auch aus stilistischen Gründen möglich. Die Bedeutung des Substantivs erhält dadurch eine subjektive Komponente.
Adjektive können gesteigert werden. In der Regel wird die erste Steigerungsstufe (Komparativ) durch Voranstellung des Steigerungswortes mais (mehr) oder menos (weniger) gebildet: O João é mais inteligente. A Carla é menos inteligente. Will man ausdrücken, im Vergleich womit etwas mehr oder weniger ist, verbindet man den Vergleich mit do que (als): O João é mais inteligente do que a Carla.
Die zweite Steigerungsform (Superlativ) existiert in zwei Formen. Einmal als relativer Superlativ, bei dem ausgedrückt wird, im Vergleich womit etwas das Maximum ist: O João é o aluno mais estudioso da escola (João ist der fleißigste Schüler der Schule, also im Vergleich zu allen anderen Schülern.) Beim absoluten Superlativ wird nicht angegeben, was die Vergleichsgröße ist. Diese Form wird durch das Anhängen des Suffixes -íssimo/-íssima oder durch den Elativ mit muito (sehr) ausgedrückt: O João é inteligentíssimo / muito inteligente (João ist sehr intelligent.)
Einige häufig vorkommende Adjektivformen bilden unregelmäßige Steigerungsformen: bom – melhor – o melhor / ótimo; ruim – pior – o pior / péssimo; grande – maior – o maior / máximo; pequeno – menor – o menor / mínimo.

### Verben
Verben werden in drei Konjugationen eingeteilt, die man nach der Infinitivendung unterscheidet (entweder -ar, -er oder -ir), wobei die meisten Verben zur -ar-Gruppe gehören. Diese Verben folgen dann den gleichen Konjugationsregeln. Ähnlich wie im Deutschen gibt es den Imperativ (o imperativo), den Indikativ (o indicativo) und den Konjunktiv (subjuntivo o conjuntivo), wobei die Regeln, wann der Konjunktiv zu verwenden ist, im Portugiesischen strenger sind und die Verwendung vom Gebrauch des deutschen Konjunktivs erheblich abweicht beziehungsweise weitgehend mit dem Gebrauch des spanischen subjuntivo übereinstimmt.
Eine weitere Besonderheit stellt der sogenannte persönliche Infinitiv (infinitivo pessoal) dar. Damit werden Infinitivformen bezeichnet, die eine Personalendung erhalten. Beispiel: Mostro-te para saberes disso. (Ich zeige es dir, damit du davon weißt. – wörtlich: für du wissen(-st) davon).

### Anrede
Im Portugiesischen gibt es, wie in den meisten indoeuropäischen Sprachen, zwei Formen der Anrede, eine der Nähe (tu) und eine der Ferne (o senhor/a senhora). Die ursprüngliche Form der zweiten Person Plural (vós) hat heute bis auf einige Dialekte in Nordportugal sowie die im Gottesdienst verwendete biblisch geprägte Sakralsprache kaum noch Bedeutung. Daneben hat sich in Brasilien aus der höflichen Anrede vossa mercê (Euer Gnaden) die Kurzform você entwickelt, die mit der dritten Person Singular des Verbes verwendet wird. Diese Anrede ist in den meisten Regionen Brasiliens die normale Umgangsform im Alltag. So gesehen siezen sich Brasilianer praktisch immer (Beispiel: Você me dá seu livro? – Gibst du mir dein Buch? – eigentlich: Geben Sie mir Ihr Buch?) Interessant dabei ist, dass die você-Form eine größere semantische Breite hat als die deutsche Du-Form. Das heißt, wo man auf Deutsch die Sie-Form verwenden würde, kann man in Brasilien durchaus auch die você-Form verwenden. In Portugal wird diese Form als vertrautes Sie verwendet, etwa unter gleichrangigen Arbeitskollegen oder unter älteren Nachbarn. O senhor/a senhora ist auf sehr formelle Situationen beschränkt. In beiden Sprachvarianten hat die Pluralform vocês das alte vós komplett ersetzt.

## Sprachbeispiel
Allgemeine Erklärung der Menschenrechte, Artikel 1:
Todos os seres humanos nascem livres e iguais em dignidade e em direitos. Dotados de razão e de consciência, devem agir uns para com os outros em espírito de fraternidade.

Alle Menschen sind frei und gleich an Würde und Rechten geboren. Sie sind mit Vernunft und Gewissen begabt und sollen einander im Geist der Brüderlichkeit begegnen.

## Wortschatz
Da Portugiesisch eine romanische Sprache ist, entstammen die meisten portugiesischen Wörter der lateinischen Sprache. Man findet jedoch auch Spuren anderer Sprachen, mit denen das Portugiesische Kontakt hatte:

### Vorrömische Lehnwörter
Es gibt wenige Wörter aus der Zeit vor der römischen Herrschaft über Hispanien, die sich aus der Sprache der Urbevölkerung des heutigen Portugal (Lusitaner, Konii, Iberer) oder aus der Sprache von Siedlern (Phönizier, Karthager oder Kelten beziehungsweise Keltiberer) bis in das moderne Portugiesisch erhalten haben. Bei vielen dieser Wörter fehlt jedoch der genaue wissenschaftliche Nachweis ihrer Herkunft (Etymologie). Gerade bei den Keltismen könnte es sich um Wörter handeln, die auf dem Umweg über das Lateinische ins Portugiesische gelangt sind.
Iberismen:
- arroio ‚Strom, Bach‘
- caçapo ‚junges Kaninchen‘
- cama ‚Bett‘
- manteiga ‚Butter‘
- sovaco ‚Achsel(höhle)‘

Keltismen:
- bostar ‚Kuhweide‘ (aus keltiberisch boustom ‚Kuhstall‘; vgl. altgalicisch busto ‚Kuhbauernhof‘)
- bugalho ‚Galle, Gallapfel‘
- canga ‚Joch‘ (aus *cambica, gebildet zu cambos ‚krumm‘; vgl. altirisch camm)
- colmeia ‚Bienenstock‘ (aus *colmos; vgl. leonesisch cuelmo ‚Stroh, Halm‘, mbret. coloff ‚Stängel, Stiel‘)
- garça ‚Reiher‘ (vgl. bret. kerc’heiz)
- lavego ‚Radpflug‘
- sável ‚Alse‘ (aus samos ‚Sommer‘; vgl. spanisch sábalo ‚Alse‘, kat. saboga ‚ds.‘, altirisch sam ‚Sommer‘)
- seara ‚gepflügter Acker‘ (vgl. altgalicisch senara, spanisch serna; altirisch sain ‚allein‘)

Da praktisch alle dieser Wörter keltischen Ursprungs auch in anderen romanischen Sprachen belegt sind, liegt es nahe, dass sie schon von den Römern aus dem Keltischen entlehnt wurden und dann als lateinische Wörter ins Portugiesische gelangt sind.
Phönizismen:
- malha ‚Masche, Netz‘
- mapa ‚Karte‘
- saco ‚Sack‘

Hier gilt ebenfalls: Diese Wörter sind auch in anderen romanischen Sprachen belegt. Es liegt daher nahe, dass sie schon von den Römern aus dem Phönizischen (oder einer anderen Sprache) entlehnt wurden und dann als lateinische Wörter ins Portugiesische gelangt sind.

### Erbwörter lateinischer Abstammung
Portugiesisch ist ein Abkomme des Vulgärlateins, welches mit dem klassischen Latein zwar verwandt, jedoch nicht identisch ist. Die Transformation von lateinischen zu den heutigen portugiesischen Wörtern begann teils schon während des Römischen Reiches, bei anderen Wörtern begann dieser Prozess erst später. Die portugiesische Sprache wurde durch die lateinische immer wieder beeinflusst; so gelangten später auch Wörter aus der lateinischen Schriftsprache des Mittelalters und der frühen Neuzeit ins Portugiesische. Diese so genannten Buchwörter haben sich gegenüber der lateinischen Form wenig verändert, während die Wörter, die aus dem gesprochenen Latein entstanden sind (Erbwörter), stark verändert wurden.
Die Prozesse, durch die aus lateinischen Erbwörtern portugiesische Wörter wurden, sind im Einzelnen:
- Nasalierung: Ein Vokal vor [m] und [n] wird leicht zu einem nasalen Vokal, dies ist ein Phänomen, welches in vielen Sprachen existiert. Im Portugiesischen geschah dies zwischen dem 6. und 7. Jahrhundert, im Unterschied zum Spanischen, wo diese Änderung der Vokalaussprache nie eintrat.
  - lateinisch luna wird zuerst zu altportugiesischem lũa [ˈlũ.a] dann zu neuportugiesischem lua [ˈlu.a] ‚Mond‘.
- Palatalisierung: eine Anpassung vor den Vokalen [i] und [e], oder in der Nähe der Halbvokale oder des palatalen [j]:
  - centum > *tʲento > altport. cento [t͡sẽnto] > cen [t͡sẽⁿ] > neuport. cem [sẽj̃] ‚Hundert‘
  - facere > *fatʲere > *fatˢer > altport. fazer [fa.ˈd͡zeɾ] > neuport. fazer ‚machen‘
  - eine ältere Evolution hatte: fortia → *fortˢa > força [ˈfoɾ.sɐ] ‚Stärke, Kraft‘
- Wegfall von lateralen oder nasalen Einzelkonsonanten zwischen Vokalen:
  - dolor > door [do.ˈoɾ] > dor ‚Schmerz‘
  - bonus > bõo [ˈbõ.o] > bom ‚gut‘
  - ānellus > *ãelo > elo ‚Ring‘ (daneben anel [ɐ.ˈnɛɫ])
- Lenisierung – Abschwächung der Konsonantenstärke zwischen Vokalen:
  - mūtus > mudo [ˈmu.ðu] ‚taub‘
  - lacus > lago [ˈla.ɡu] (Brazil) > [ˈla.ɣu] ‚See‘
  - faba > fava ‚dicke Bohne‘
- Geminatenvereinfachung – Vereinfachung von Doppelkonsonanten:
  - gutta > gota ‚Tropfen‘
  - peccare > pecar ‚sündigen‘
- Dissimilation – Entähnlichung von zwei benachbarten ähnlich klingenden Lauten
  - Vokaldissimilation:
    - locusta > lagosta ‚Languste‘
    - campāna > campãa [kam.ˈpãa] > *[ˈkã.pɐ] > campa [ˈkɐ̃.pɐ] ‚Grab‘

  - Konsonantendissimilation:
    - memorāre > nembrar > lembrar ‚erinnern‘
    - anima > alma ‚Seele‘
    - locālem > logar > lugar ‚Platz‘

### Germanismen
- agarimar ‚kuscheln; im Bett zu verstauen‘
- britar ‚brechen‘ (aus suebisch *briutan; vgl. schwed. bryta, mhd. briezen)
- ervanço ‚Kichererbse‘ (aus gotisch *arweits ‚Erbse‘)
- fona ‚Funke‘ (aus dem Suebischen)
- gaita ‚Dudelsack‘ (aus gotisch gaits ‚Ziege‘, vgl. deutsch Bockpfeife)
- laverca ‚Lerche‘ (aus suebisch *laiwerka)
- loução ‚elegant‘ (veraltet „hochmütig“, aus gotisch flautjan ‚prahlen‘)
- luva ‚Handschuh‘ (aus gotisch *lōfa)
- trigar ‚schieben‘ (aus gotisch þreihan ‚widersprechen‘)

### Arabismen
Etwa tausend Wörter des Portugiesischen sind arabische Lehnwörter, zum Beispiel:
- alface ‚Blattsalat‘ von al-chassa / الخسة
- almofada ‚Kissen‘ von al-muchadda / المخدة
- armazém ‚Lager‘ von al-machzan / المخزن
- azeite ‚Olivenöl‘ von az-zait / الزيت
- garrafa ‚Flasche‘ von gharafa / غرف
- javali ‚Wildschwein‘, von dschabalī / جبلي / ‚bergig‘

### Lehnwörter afrikanischen, asiatischen und indianischen Ursprungs
Durch die Entdeckungen kam das Portugiesische in Kontakt mit lokalen afrikanischen, asiatischen und indianischen Sprachen, von denen die portugiesische Sprache viele Elemente aufgenommen und an andere europäische Sprachen weitergegeben hat. Besonders geografische Bezeichnungen in Afrika und Brasilien gehen auf die Sprachen der Einwohner dieser Regionen zurück.
Asiatische Sprachen:
- chá ‚Tee‘, aus dem chinesischen 茶,  chá
- jangada ‚Floß‘, aus dem Malayalam ചങ്ങാടം cannatam
- manga ‚Mango‘, aus dem Malayalam മാങ്ങ manna

Wörter aus indigenen Sprachen Südamerikas:
- abacaxi ‚Ananas‘ aus der Tupi-Sprache iba und katí
- caju ‚Cashew‘ aus dem Tupi akaîu
- jaguar ‚Jaguar‘ aus dem Tupi îaûara
- mandioca ‚Maniok‘ aus dem Tupi mani'oka
- pipoca ‚Popcorn‘ aus dem Tupi pi'poka
- tatu ‚Gürteltier‘ aus dem Guaraní tatu
- tucano ‚Tukan‘ aus dem Tupi tukana

Afrikanische Sprachen:
- banana ‚Banane‘ aus dem Wolof banaana
- farra ‚wilde Feier‘ aus dem Bantu
- chimpanzé ‚Schimpanse‘ aus dem Bantu

## Portugiesische Literatur
In der frühen portugiesischen Literatur hatte die Poesie die höchste Bedeutung. Einer der berühmtesten Literaten Portugals ist Luís de Camões (1524–1580), der mit dem Epos Die Lusiaden eines der wichtigsten Werke geschaffen hat. Seine Bedeutung wird nicht zuletzt dadurch illustriert, dass die portugiesische Entsprechung zum deutschen Goethe-Institut Instituto Camões heißt und Portugals Nationalfeiertag („Dia de Portugal“ – Tag Portugals) auf den 10. Juni, den Todestag des Nationaldichters gelegt wurde.
Andere wichtige Autoren sind der Romancier Eça de Queirós (1845–1900), der Dichter Fernando Pessoa (1888–1935), der brasilianische Dichter und Romancier Machado de Assis (1839–1908), der brasilianische Romancier Jorge Amado (1912–2001), und der Literaturnobelpreisträger José Saramago (1922–2010).

## Sprachregulierung
Die portugiesische Sprache wird reguliert durch
- das Internationale Portugiesische Sprachinstitut
- die Gemeinschaft der Portugiesischsprachigen Länder (CPLP)